# Saga Africa
Saga Africa (parfois sous-titrée Ambiance Secousse) est une chanson de Yannick Noah, sortie en 1991 en single (45 tours) et sur Black & What, le premier album de l'ancien joueur de tennis. Elle est aussi présente sur l'album Live du chanteur sorti en 2002.

## Histoire de la chanson
Par sa victoire aux Internationaux de France de tennis, le tournoi de Roland-Garros en 1983, Yannick Noah a acquis une grande popularité, tout en affirmant une personnalité qui ne se réduit pas à celle du sportif. Il devient ensuite capitaine de l'équipe de France, notamment en Coupe Davis en 1991. La France, qui n'avait pas gagné depuis 59 ans, remporte le trophée en 1991. En finale à Lyon, il réussit à motiver fortement son équipe, et en particulier Guy Forget et Henri Leconte, qui prennent le dessus sur l'équipe des États-Unis comprenant notamment Pete Sampras, Andre Agassi, Ken Flach et Robert Seguso, dans une ambiance électrique. Cette même année 1991, Yannick Noah s'est vu proposer de se lancer dans la musique par un producteur, Eric Ghenassia, qui avait déjà réalisé un coup avec Stéphanie de Monaco,. 
L'album Black & What est enregistré et publié en mai 1991. Saga Africa en est le onzième et dernier titre.
Cet album  passe relativement inaperçu mais le single Saga Africa, associé avec une danse particulière et sportive (une sorte de chenille africaine), devient le tube de l'été, qui atteint la seconde place du Top 50,. 
De plus, quelques mois plus tard, début décembre 1991 à la finale de la Coupe Davis remportée par l'équipe de France dans une grosse ambiance à Lyon, Yannick Noah fait sensation  en la chantant sur le court du palais des sports de Gerland, avec son équipe de France, lors du tour d'honneur, alors que le public lance des « ola », une scène retransmise à la télévision et devenue culte,.
Yannick Noah a signé lui-même les paroles, mélange de français et d'expressions camerounaises (alors que le reste de l'album Black & What est essentiellement en anglais). Il la chante volontairement avec un accent relativement prononcé. Ces paroles incluent un hommage aux footballeurs des Lions indomptables, en particulier Roger Milla, François Omam-Biyik et Thomas Nkono, dont les noms sont cités dans les paroles. Il évoque aussi Paris et Yaoundé, le soukous et la makossa. La musique est celle d'un morceau du groupe Snap!, Mary Had a Little Boy.

## Reprises
La chanson est reprise par Philippe Katerine et Francis et ses peintres sur l'album 52 reprises dans l'espace sorti en 2011.